# Виктор Полай
Виктор Полай Кампос (на испански: Víctor Polay Campos) е перуански комунист, един от основателите на Революционно движение Тупак Амару, перуанска партизанска групировка, която участва в Вътрешния конфликт в Перу. Сега той е затворен във военноморската база в Каляо заедно с Абимаел Гусман и Владимиро Монтесинос.
На 22 март 2006 г. той е обвинен за около 30 престъпления, извършени в края на 80-те и началото на 90-те години на 20 век и е осъден на 32 години в затвора.